# Kataral, Indi
Kataral là một làng thuộc tehsil Indi, huyện Bijapur, bang Karnataka, Ấn Độ.